# Anna Persson (möbelarkitekt)
Anna Maria Persson, född 23 oktober 1909 i Dagstorp i Malmöhus län, död där 24 april 1984, var en svensk målare, skulptör och möbelarkitekt.
Hon var dotter till lantbrukaren Rudolf Persson och Anna Månsson. Persson studerade hos Carl Malmsten 1933–1934 och vid Konstfackskolan i Stockholm 1934–1937 samt under studieresor till Schweiz och Paris. Hon medverkade i Kristianstadsutställningen 1939, Barnet i konsten i Malmö 1944 och i utställningar som arrangerades i samband med Rikslantbruksmötet i Stockholm 1946 samt på Svenska mässan i Göteborg 1950. Vid sidan av sin verksamhet som möbelformgivare var hon verksam som konstnär. Bland hennes offentliga arbeten märks oljemålningarna Maria med barnet och Jesus och den sörjande Maria som hon utförde för Dagstorps kyrka. Hennes konst består av djur, figurer, porträtt och landskap utförda i olja, pastell eller akvarell samt intarsia och keramik. 